# سلطنة جوهر
سلطنة جوهر (بالملاوية: Kesultanan Johor) كانت سلطنة أسّسها ابن سلطان سلطنة ملقا محمود شاه، وهو السلطان علاء الدين ريات شاه الثاني في 1528. جوهر كان جزء من سلطنة ملقا قبل الغزو البرتغالي لعاصمة ملقا في 1511. سيطرت السلطنة على جوهر دار التعظيم المعاصرة، ورياو، والأجزاء في جنوب شرق سومطرة. في 1946، أصبحت جزء من الاتحاد الملاوي. وبعد سنتين، انضمّت إلى اتحاد مالايا، وبعد ذلك إلى اتحاد ماليزيا في 1963.

## سقوط ملقا والسلطان محمود شاه
في عام 1511، سقطت ملقا على أيدي البرتغاليين وأجبر السلطان محمود شاه على الهروب من ملقا. حاول السلطان عدّة مرات إعادة العاصمة ولكن جهوده كانت غير مثمرة. لذلك انتقم البرتغاليون منهُ وأجبروا السلطان على الهروب إلى فهغ دار المعمور. لاحقا، فأبحر السلطان إلى بنتان وأسّس عاصمة جديدة هناك. ومع تأسيس قاعدة، حشّد السلطان القوات الملاوية المشوّشة ونظّم عدّة هجمات وحالات حصار ضدّ الموقع البرتغالي.
الهجمات المتكرّرة على ملقا سبّبت المشقّة الحادّة للبرتغاليين وهي ساعدت على إقناع البرتغاليين لتحطيم قوات السلطان المنفية. فحصلت عدة محاولات لقمع الملاويين، حتى عام 1526 حين هدّم البرتغاليين بنتان أخيرا وسوها بالأرض. تراجع السلطان بعد ذلك إلى كامبار في سومطرة ومات بعد سنتين، تاركاً وراؤه إبنين هما مظفر شاه وعلاء الدين ريات شاه.
مظفر شاه استمرّ بتأسيس فيرق دار الرضوان بينما أصبح علاء الدين ريات شاه السلطان الأول لجوهر.

## سلطنة جوهر وماليزيا

موقع جوهر

في عهد السلطان إبراهيم حتى وفاته في لندن في عام 1959، انتقلت جوهر من وصاية بريطانيا (دول الملايو غير الموحدة)، إلى حيازة اليابان خلال الاحتلال الياباني خلال الحرب العالمية الثانية، ودولة اتحادية في اتحاد الملايو وبعدها اتحاد المالايا .
تواصل سلطنة جوهر في الوجود كولاية عضو في مؤتمر الحكام بعد استقلال مالايا في عام 1957 وتشكيل الاتحاد الماليزي في عام 1963، تعاقب السلاطين برئاسة جوهر الحديثة، كرموز رسمية، بما في ذلك السلطان إسماعيل (1959-1981)، سلطان اسكندر (1981-2010)، وسلطان إبراهيم (2010 إلى الوقت الحاضر).

## قائمةسلاطين جوهر
سلالة ملقا -جوهر
- علاء الدين ريات شاه الثاني (1528 - 1564)
- مظفر شاه الثاني (1564 - 1570)
- عبد الجليل شاه الأول (1570 - 1571)
- علي جالا عبد الجليل شاه الثاني (1571 - 1597)
- علاء الدين ريات شاه الثالث (1597 - 1615)
- عبد الله معيات شاه (1615 - 1623)
- عبد الجليل شاه الثالث (1623 - 1677)
- إبراهيم شاه (1677 - 1685)
- محمود شاه الثاني (1685 - 1699)

سلالة بندهارا
- عبد الجليل شاه الرابع (1699 - 1720)

سلالة ملقا-جوهر (الزوال)
- عبد الجليل رحمت شاه (1718 - 1722)

سلالة بندهارا
- سليمان بدر العالم شاه (1722 - 1760)
- عبد الجليل معظم شاه (1760 - 1761)
- أحمد رعاية شاه (1761 - 1761)
- محمود شاه الثالث (1761 - 1812)
- عبد الرحمن معظم شاه (1812 - 1819)
- حسين معظم شاه (1819 - 1835)
- علي إسكندر معظم شاه (1835 - 1877)

سلالة تمنغكونغ (سلطنة جوهر الحديثة)
- تمنغكونغ داينغ إبراهيم (1855 - 1862)
- أبو بكر الخليل (1862 - 1895)
- إبراهيم إسكندر المشهور (1895 - 1959)
- إسماعيل الخالدي (1959 - 1981)
- محمود إسكندر الحاج (1981 - 2010)
- إبراهيم إسماعيل (2010- الآن)